# IS-95B
IS-95B (Interim Standard – 95B) – standard sieci radiowej używanej w telefonii komórkowej  
opublikowany przez Telecommunications Industry Association (TIA). IS-95B opiera się na wcześniejszym standardzie IS-95A, dodatkowo umożliwia na bazie technologii CDMA pakietową transmisję danych z przepływnością 64 kb/s. Standard ten wykorzystywany jest w sieciach cdmaOne. Sieci, które na bazie tego standardu mają zbudowaną sieć radiowa zaliczane są do systemów 2.5G. 
Pierwsza sieć cdmaOne oparta na standardzie IS-95B została zbudowana w roku 1999 w Korei Południowej. 